# Новоселівка Перша
Новосе́лівка Пе́рша — село Очеретинської селищної громади Покровського району Донецької області, в Україні. Населення становить 70 осіб.

## Загальні відомості
Відстань до Ясинуватої становить близько 32 км і проходить автошляхом місцевого значення.
Землі села межують із територією смт Комишівка Селидівської міської ради Донецької області.

## Історія
Село засноване в середині XIX ст.

### Війна на сході України
4 липня 2014 року загинули під час нічної танкової атаки бойовиків на блокпост № 10 молодший сержант 93-ї бригади Олексій Заїка, старші солдати Андрій Крилов, Руслан Рущак, Олександр Савенков, Дмитро Чабанов та Дмитро Шевченко — біля села Новоселівка Перша, на повороті на Уманське, у Ясинуватському районі Донецької області. Бійці 93-ї бригади зайняли оборону і прийняли бій. Внаслідок терористичного нападу загинули 7 захисників, ще 6 дістали поранень. 25 липня 2015 року під час виконання бойового завдання поблизу села Новоселівка Перша Ясинуватського району загинув молодший сержант 12-го батальйону «Київ» Пустовойтов Анатолій Анатолійович.

## Населення
Згідно з переписом УРСР 1989 року чисельність наявного населення села становила 949 осіб, з яких 415 чоловіків та 534 жінки.
За переписом населення України 2001 року в селі мешкали 942 особи.

### Мова
Розподіл населення за рідною мовою за даними перепису 2001 року:
| Мова       | Відсоток |
| ---------- | -------- |
| українська | 76,58 %  |
| російська  | 23,32 %  |
| молдовська | 0,11 %   |